# Federico Franco
Luis Federico Franco Gómez (ur. 23 lipca 1962 w Asunción) – paragwajski lekarz i polityk, wiceprezydent Paragwaju w latach 2008–2012, prezydent Paragwaju od 22 czerwca 2012 do 15 sierpnia 2013.

## Edukacja i praca zawodowa
Federico Franco urodził się 1962 w stolicy Paragwaju. Kształcił się w stołecznych szkołach Nivel Básico Colegio Nacional de la Capital oraz Colegio Apostólico San José. W 1986 ukończył studia na Wydziale Nauk Medycznych Universidad Nacional de Asunción (Uniwersytet Narodowy w Asunción). Specjalizował się medycynie wewnętrznej.
Po zakończeniu nauki rozpoczął pracę w zawodzie. W latach 1990–1991 był przełożonym lekarzy internistów i rezydentów oraz ordynatorem Oddziału Intensywnej Opieki Medycznej w Szpitalu 1CCM Hospital de Clínicas. Od 1991 do 1992 nauczał o semiologii medycznej. W latach 1994–1996 pełnił funkcję ordynatora oddziału w Narodowym Szpitalu Ministerstwa Zdrowia. Był członkiem Paragwajskiego Towarzystwa Medycyny Wewnętrznej.
Federico Franco jest żonaty, ma czworo dzieci. Jego bratem jest polityk i lekarz Julio César Franco.

## Kariera polityczna
W latach 1991–1996 sprawował mandat radnego miasta Fernando de la Mora. Od 1996 do 2001 był burmistrzem (intendente) miasta. W latach 2003–2008 zajmował stanowisko gubernatora departamentu Central. W 1994 wstąpił do Prawdziwej Partii Radykalno-Liberalnej (Partido Liberal Radical Auténtico, PRLA). Od 2002 do 2008 wchodził w skład kierownictwa partii.
W dniu 15 sierpnia 2008, po wygranej Fernando Lugo w wyborach prezydenckich, objął urząd wiceprezydenta Paragwaju.

## Prezydent Paragwaju
22 czerwca 2012 Federico objął urząd prezydenta Paragwaju, po odwołaniu na drodze impeachmentu przez parlament prezydenta Lugo. Zgodnie z konstytucją ma go sprawować do końca konstytucyjnej kadencji poprzednika w sierpniu 2013.
Kontrolowany przez opozycję parlament postawił prezydentowi zarzut odpowiedzialności politycznej za akcję eksmisji miejscowej ludności w departamencie Canindeyú. 15 czerwca 2012, w trakcie eksmisji ludności z terenów prywatnej fabryki doszło do starć z policją, w wyniku których zginęło 7 policjantów i co najmniej 9 farmerów. Protestujący argumentowali, że tereny fabryki zostały im bezprawnie odebrane w czasach wojskowego reżimu Alfredo Stroessnera. Po eskalacji napięcia cywile otworzyli ogień w kierunku służb bezpieczeństwa, w rezultacie czego 9 z nich postawiono zarzuty zabójstwa. Po incydencie do dymisji podali się dowódca policji oraz minister spraw wewnętrznych, a prezydent Lugo zapowiedział rozpoczęcie śledztwa w sprawie.
Odwołanie Fernando Lugo i sposób jego odwołania spotkał się z krytyką ze strony państw Ameryki Łacińskiej i regionalnych organizacji międzynarodowych. 29 czerwca 2012 Mercosur zawiesił członkostwo Paragwaju w organizacji do czasu przeprowadzenia kolejnych wyborów powszechnych w kwietniu 2013, nazywając odwołanie prezydenta Lugo "parlamentarnym zamachem stanu".
Prezydent Franco stwierdził, że proces impeachmentu odbył się w zgodzie z prawem i konstytucją. 25 czerwca 2012 zdjęcie z urzędu prezydenta Lugo zostało zatwierdzone przez Sąd Najwyższy i sąd wyborczy. W sierpniu 2012 sąd wyborczy wyznaczył datę wyborów powszechnych na 21 kwietnia 2013.